# Барбешти (Алба)
Барбешти (рум. Bărbești) насеље је у Румунији у округу Алба у општини Могош. Општина се налази на надморској висини од 801 m.

## Становништво
Према подацима из 2002. године у насељу је живело 37 становника, од којих су сви румунске националности.